# ایستگاه جفرسون/یواس‌سی
ایستگاه جفرسون/یواس‌سی (انگلیسی: Jefferson/USC station) یک ایستگاه مترو در خط ئی، متروی لس آنجلس است. 
این ایستگاه که در سال ۲۰۱۲ افتتاح شده در تقاطع خیابان فلاور و بلوار جفرسون و در نزدیکی دانشگاه کالیفرنیای جنوبی (USC) واقع شده است.

## نگارخانه

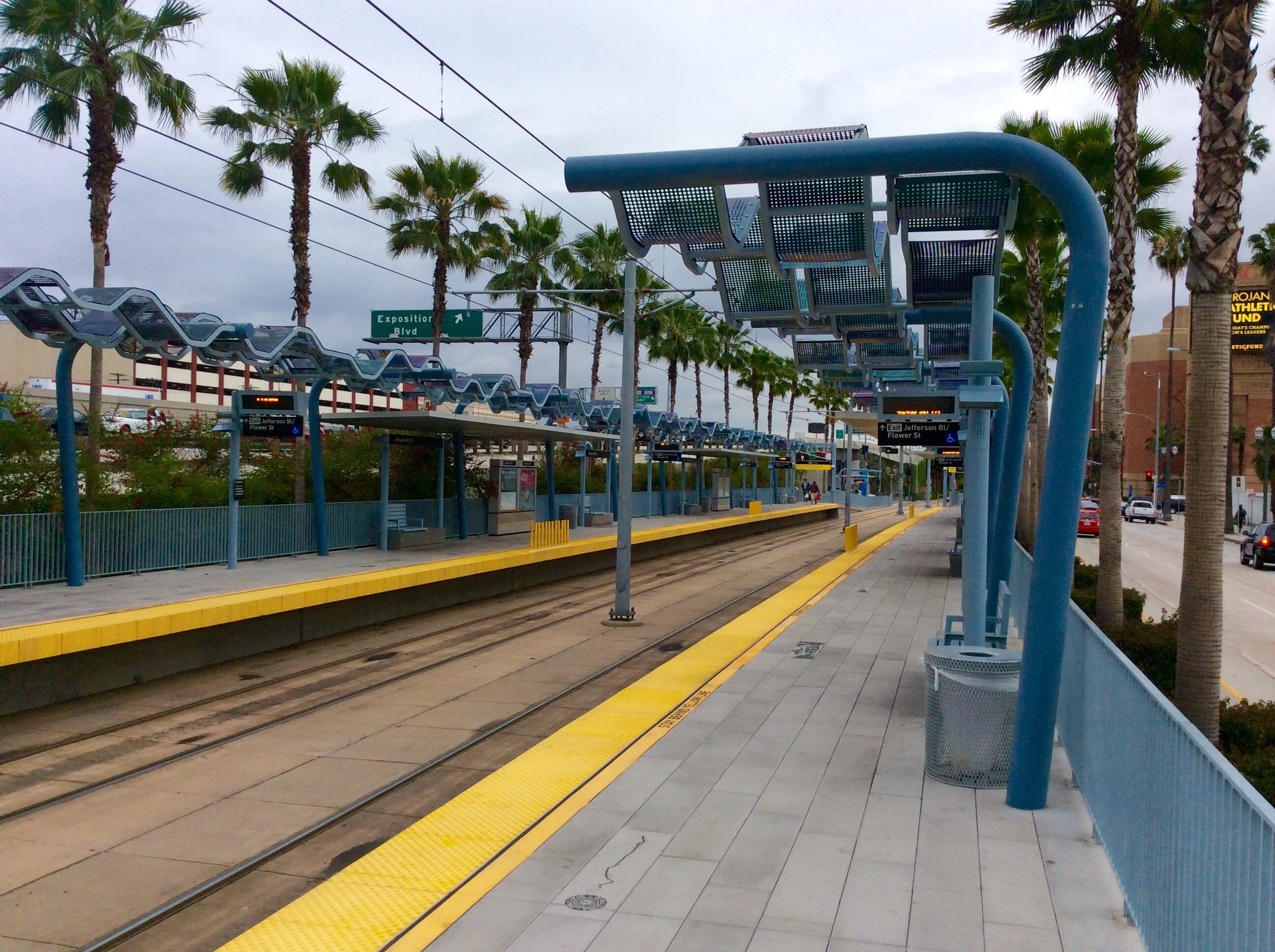
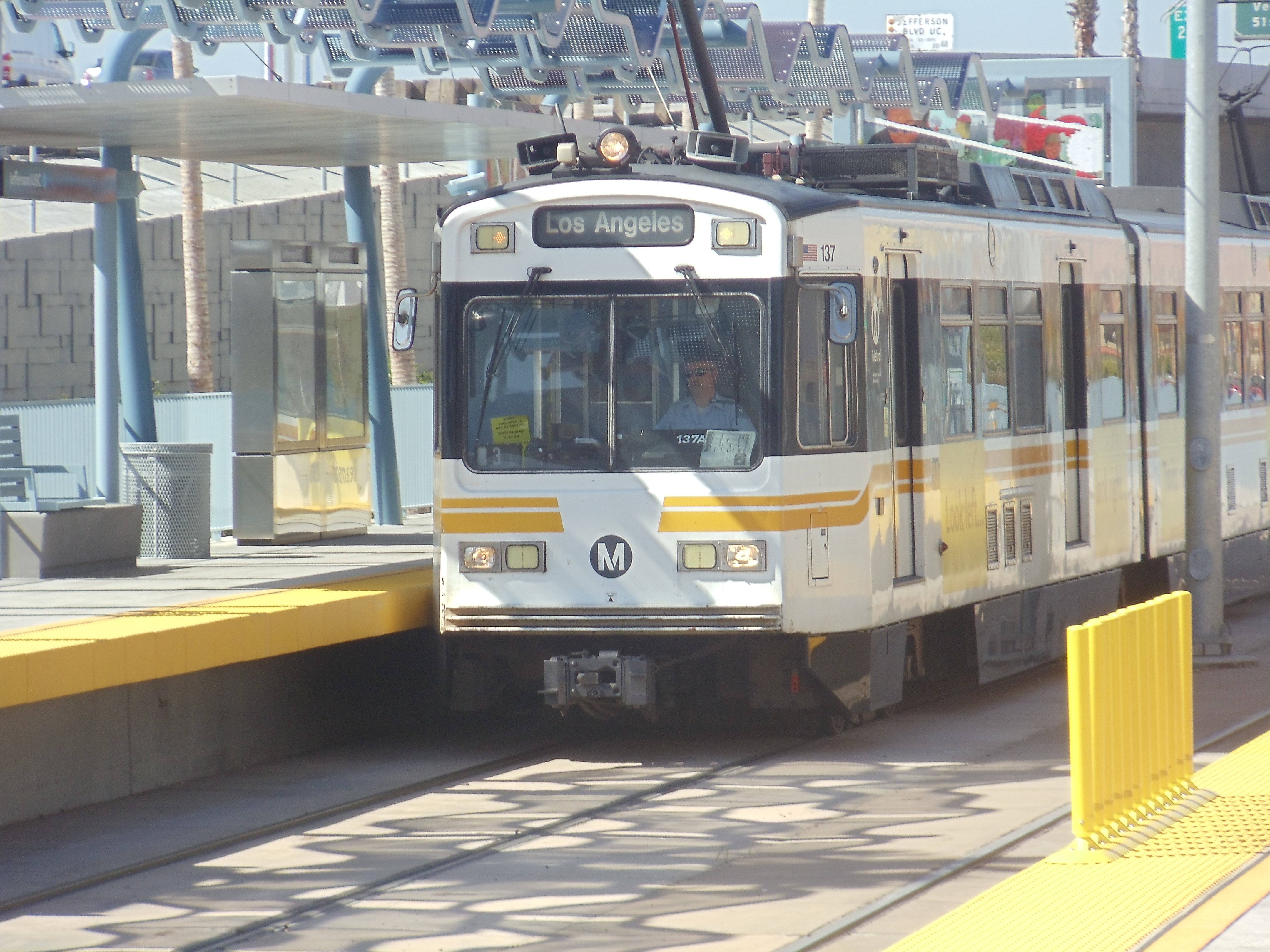
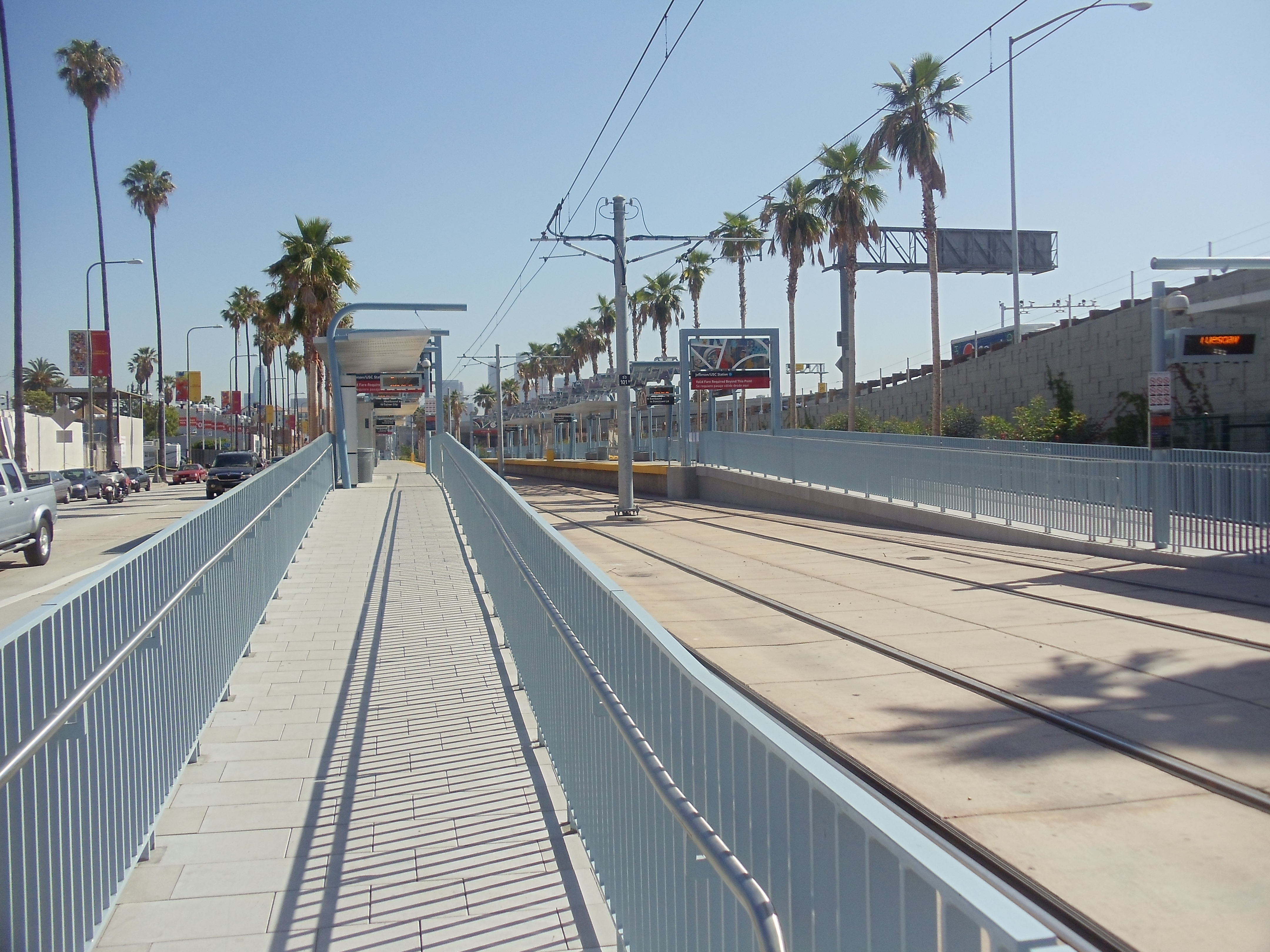

## اماکن مهم نزدیک
- گلن سنتر
- شراین ادیتوریوم
- دانشگاه کالیفرنیای جنوبی